# Knickwandtopf

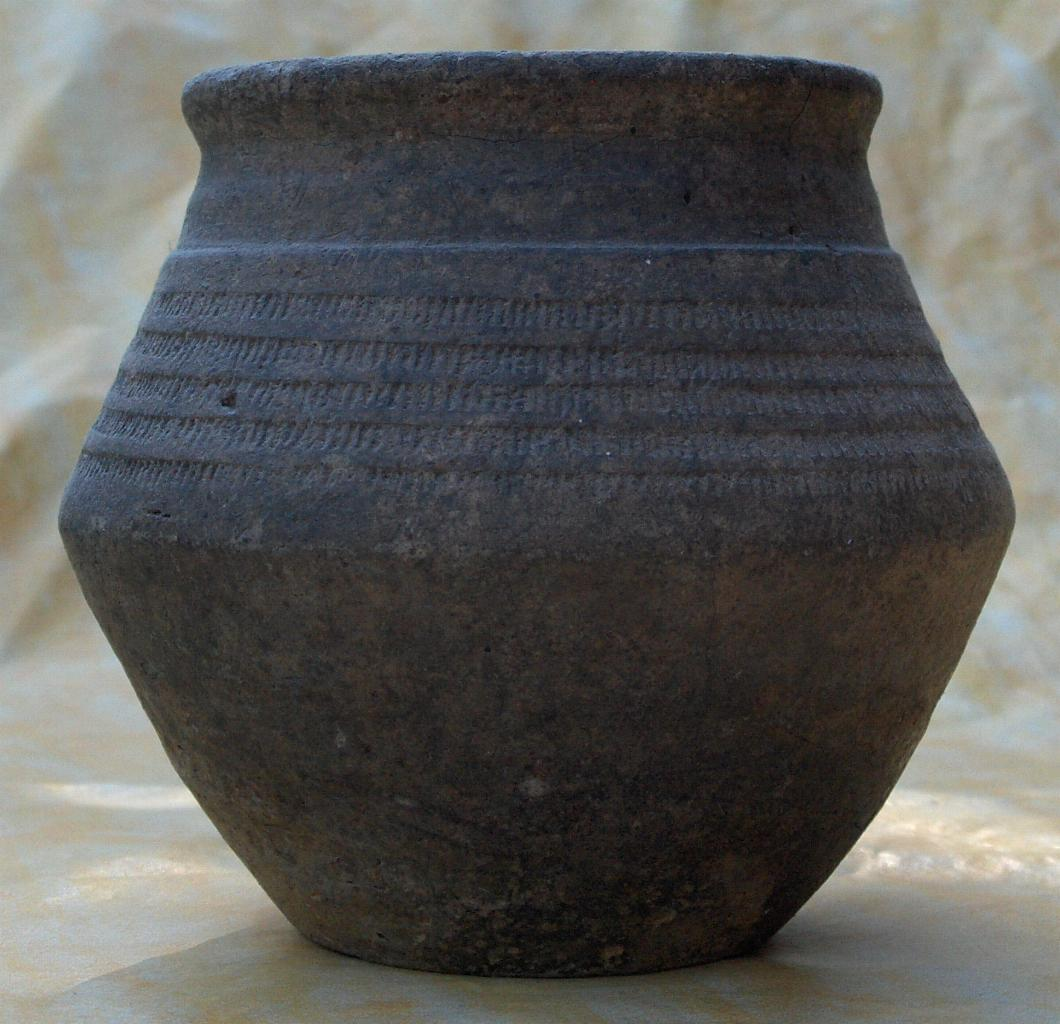
Fränkischer Knickwandtopf aus Rill, um 620 n. Chr.

Knickwandtopf ist die moderne Bezeichnung für eine häufige Keramikform der Merowingerzeit.
Knickwandtöpfe sind eine sehr variantenreiche Fundgattung des Frühmittelalters. Die Bezeichnung leitet sich vom doppelkonischen Aufbau des Gefäßkörpers ab. Die Wand vieler Knickwandtöpfe ist mit Einzel- oder Rollstempeln, Riefen, Eindrücken oder Wellenlinien verziert. Aus der regionalen Verbreitung von Verzierungen und verschiedenen Warenarten lässt sich erschließen, dass diese Gefäße in unterschiedlichen Töpfereien hergestellt worden sind.
Funde von Knickwandtöpfen sind sowohl aus Siedlungen wie auch aus Gräbern in Reihengräberfeldern aus Gebieten verschiedener germanischer Stämme des 5. bis 7. Jahrhunderts nach Christus bekannt. Die doppelkonische Form war auch bei gleichzeitigen Kannen mit röhrenförmigem Ausguss, den sogenannten Röhrenausgusskannen, üblich.